# 1-й мост Круштейна
1-й мост Круштейна (до 1836 — мост Новой Голландии, в 1836—1846 — Голландский, до 1922 — Ново-Голландский) — мост через Адмиралтейский канал в Адмиралтейском районе Санкт-Петербурга. Соединяет Новую Голландию и 2-й Адмиралтейский остров.

## Расположение
Расположен напротив домов № 5 и 7 по набережной Адмиралтейского канала. Рядом с мостом расположены комплекс Новая Голландия, Николаевский дворец.
Ниже по течению находится 2-й мост Круштейна.
Ближайшая станция метрополитена (1,6 км) – «Адмиралтейская».

## Название
В 1836—1846 гг. мост именовался Голландским, позже — Ново-Голландским. Существующее название было присвоено 1950-х гг., по наименованию канала.

## История
Существующий металлический мост сооружён в 1939 году взамен деревянного.  В 1998-2000 годах был произведён ремонт моста: заменены пострадавшие от коррозии металлические балки пролётного строения, заменено верхнее строение с устройством новой гидроизоляции.

## Конструкция
Мост однопролётный металлический балочно-разрезной системы. Пролётное строение состоит из металлических двутавровых балок постоянной высоты. Устои из монолитного железобетона на свайном основании, облицованы гранитом. Общая длина моста составляет 14,3 м, ширина моста — 9,3 м.
Мост предназначен для движения автотранспорта и пешеходов. Проезжая часть моста включает в себя 1 полосу для движения автотранспорта. Покрытие проезжей части и тротуаров — асфальтобетон. Тротуары отделены от проезжей части гранитным парапетом. На мосту установлено металлическое перильное ограждение, повторяющее рисунок перил набережной р. Фонтанки, на устоях завершается гранитными парапетами.